# Liste der Baudenkmale in Oldenburg (Oldb) – Taubenstraße
In der Liste der Baudenkmale in Oldenburg (Oldb) – Taubenstraße stehen alle Baudenkmale der Taubenstraße in Oldenburg (Oldb).  Die Quelle der IDs und der Beschreibungen ist der Denkmalatlas Niedersachsen.
Der Stand der Liste ist das Jahr 2022(23).

## Allgemein
In den Spalten befinden sich folgende Informationen:
- Lage: die Adresse des Baudenkmales und die geographischen Koordinaten. Kartenansicht, um Koordinaten zu setzen. In der Kartenansicht sind Baudenkmale ohne Koordinaten mit einem roten Marker dargestellt und können in der Karte gesetzt werden. Baudenkmale ohne Bild sind mit einem blauen Marker gekennzeichnet, Baudenkmale mit Bild mit einem grünen Marker.
- Bezeichnung: Bezeichnung des Baudenkmales
- Beschreibung: die Beschreibung des Baudenkmales. Unter § 3 Abs. 2 NDSchG werden Einzeldenkmale und unter § 3 Abs. 3 NDSchG Gruppen baulicher Anlagen und deren Bestandteile ausgewiesen.
- ID: die Objekt-ID des Baudenkmales
- Bild: ein Bild des Baudenkmales, ggf. zusätzlich mit einem Link zu weiteren Fotos des Baudenkmals im Medienarchiv Wikimedia Commons. Wenn man auf das Kamerasymbol klickt, können Fotos zu Baudenkmalen aus dieser Liste hochgeladen werden:

Zurück zur Hauptliste
| Lage                                           | Bezeichnung | Beschreibung | ID       | Bild |
| ---------------------------------------------- | ----------- | --- | -------- | ---- |
| Taubenstraße 1 53° 8′ 4″ N, 8° 12′ 21″ O       | Wohnhaus    | Zweigeschossiger Backsteinbau von fünf Achsen über Sockelgeschoss unter Walmdach. Eingang im Souterrain rechts. Links polygonaler eingeschossiger Standerker unter Balkon mit Eisengitter. Fenster segmentbogig. Putzgliederung: am Sockel horizontale Fugen und im Wechsel Polsterlagen, Gesims über dem Sockel, Fenstersohlbänke und Schlusssteine, im EG rechts einmal Ädikula, im OG rechts zwei Brüstungsreliefs, Traufgesims mit Zahnschnitt. Vorgarten. Erbaut 1909–1910 durch Maurermeister Fritz Hegeler. | 37469249 | BW   |
| Taubenstraße 2 53° 8′ 5″ N, 8° 12′ 22″ O       | Wohnhaus    | Traufständiger eineinhalbgeschossiger Putzbau von vier Achsen auf Sockelgeschoss mit Drempel unter Satteldach (Variante des Typus „Oldenburger Hundehütte“). Links zweigeschossiger zweiachsiger Risalit mit Giebel, davor polygonaler eingeschossiger Standerker unter Balkon. Auf der rechten Seite zurückgesetzter Vorbau mit Eingang. Putzgliederung: Rustizierung des Sockels, geschossteilende Gesimse, Fensterrahmungen, am Giebel Ädikulen, am Erker Pilaster und Gebälk. Vorgarten und eiserne Einfriedung. Erbaut 1902, Architekt: Heinrich Früstück. | 37468958 |      |
| Taubenstraße 3 53° 8′ 5″ N, 8° 12′ 21″ O       | Wohnhaus    | Zweigeschossiger Backsteinbau über Kellersockel unter Halbwalmdach. Links zwei Achsen, rechts Risalit mit Dreifenstergruppen und Schwebegiebel unter Schopfwalmdach, davor Sockel vorgezogen für Terrasse. Auf der linken Seite zurückgesetzter Vorbau mit Eingang, davor Freitreppe und Rundbogenloggia unter Balkon. Putzgliederung: Rustizierung des Sockels, Gesims über dem Sockel, Brüstungsgesims im OG, Kantenlisenen, Fensterrahmungen, am Risalit Ädikulen und gemeinsame Rahmung aller Fenster, dort im OG Hermenpilaster. Vorgarten und eiserne Einfriedung. Erbaut 1897, Architekt: Carl Friedrich Spieske. | 37469271 | BW   |
| Taubenstraße 4 53° 8′ 6″ N, 8° 12′ 22″ O       | Wohnhaus    | Zweigeschossiger Putzbau über Sockelgeschoss unter Walmdach. Links im Souterrain und OG zwei Achsen, im EG Dreifenstergruppe, mittleres Fenster als kleiner flacher Erker gestaltet. Rechts Risalit mit geschweiftem Volutengiebel, davor eingeschossiger polygonaler Standerker unter Balkon, mit jüngerem Garageneinbau. Auf der linken Seite zurückgesetzter Vorbau mit Eingang. Putzgliederung: Rustizierung des Sockels, geschossteilende Gesimse, Kantenlisenen, Fensterrahmungen, am Erker Pilaster und Gebälk, Traufgesims. Vorgarten und eiserne Einfriedung. Erbaut 1905 durch Zimmermeister Joh. Husmann. | 37468980 |      |
| Taubenstraße 6 53° 8′ 6″ N, 8° 12′ 21″ O       | Wohnhaus    | Zweigeschossiger Backsteinbau von fünf Achsen über Sockelgeschoss unter Mansardhalbwalmdach. Rechts zweiachsiger Risalit mit Volutengiebel, davor eingeschossiger Standerker mit einer breiten Fensterachse unter Balkon. Eingang im Souterrain links. Fenster im EG segmentbogig. Putzgliederung: geschossteilende Gesimse, am Erker Pilaster, Fensterrahmungen, im OG Brüstungsfelder und Ädikulen, am Giebel Balusterbrüstungen. Vorgarten und wohl jüngere eiserne Einfriedung. Erbaut 1895 durch Maurermeister Johann Heinrich Brandes. | 37469002 |      |
| Taubenstraße 7 53° 8′ 6″ N, 8° 12′ 19″ O       | Wohnhaus    | Zweigeschossiger Putzbau von drei Achsen über Kellersockel unter geknicktem Walmdach. Schleppgaupe. Auf beiden Seiten zurückgesetzte Vorbauten, rechts mit Eingang. Sockel in Backstein. Vorgarten und eiserne Einfriedung mit Backsteinpfosten. Erbaut wohl in den 1920er oder frühen 1930er Jahren. | 37469315 | BW   |
| Taubenstraße 8 53° 8′ 7″ N, 8° 12′ 21″ O       | Wohnhaus    | Giebelständiger eingeschossiger Putzbau über Kellersockel unter Mansarddach mit Fußwalm. Rechts Auslucht und links Terrasse mit Freitreppe vor dem Eingang. Fensterläden. Vorgarten und eiserne Einfriedung. Erbaut wohl um 1910/1912. | 37469024 |      |
| Taubenstraße 9 53° 8′ 7″ N, 8° 12′ 19″ O       | Wohnhaus    | Zweigeschossiger Putzbau von vier Achsen (im Erdgeschoss drei) über Kellersockel unter geknicktem Walmdach. Eingang mittig, davor Freitreppe. Fenster segmentbogig. Fensterläden. Vorgarten. Erbaut wohl in den 1920er Jahren. | 37469337 | BW   |
| Taubenstraße 11 53° 8′ 7″ N, 8° 12′ 20″ O      | Wohnhaus    | Giebelständiger zweigeschossiger Backstein- und Eisenbau unter Satteldach. EG in Backstein, darauf MAN-Stahlhaus als Fertighaus einer von 1948 bis 1953 produzierten Serie, weitestgehend im Originalzustand erhalten. Außen dichte Reihung von senkrechten Stegen im Wechsel mit Kehlen. Vorgarten und eiserne Einfriedung auf Backsteinmauer. Erbaut 1951. | 37469359 | BW   |
| Taubenstraße 12 53° 8′ 8″ N, 8° 12′ 21″ O      | Wohnhaus    | Zweigeschossiger Putzbau von vier Achsen über Sockelgeschoss unter Mansardwalmdach. Rechts polygonaler eingeschossiger Standerker unter Balkon. Links im Erdgeschoss Balkon. Mittig Gaupe. Auf der linken Seite zurückgesetzter Vorbau mit Eingang. Fenster im Souterrain und EG segmentbogig. Putzgliederung: Rustizierung des Sockels, geschossteilende Gesimse, Brüstungsgesimse, am Erker Pilaster, Fensterrahmungen, im OG Brüstungsfelder, Traufgesims mit Zahnschnitt. Vorgarten. Erbaut 1904, Architekt: Friedrich Hegeler. | 37469068 |      |
| Taubenstraße 13 53° 8′ 8″ N, 8° 12′ 19″ O      | Wohnhaus    | Giebelständiger eingeschossiger Putzbau von zwei Achsen unter Satteldach. Auf beiden Seiten Schleppgaupe. Eingang auf der rechten Seite. Vorgarten. Erbaut wohl in den 1930er Jahren. | 37469387 | BW   |
| Taubenstraße 15 53° 8′ 8″ N, 8° 12′ 20″ O      | Wohnhaus    | Zweigeschossiger Putzbau von zwei Achsen über Sockelgeschoss unter Pyramidendach. Giebelgaupe. Auf der rechten Seite zurückgesetzter Vorbau mit Eingang. Sparsame Putzgliederung durch Lisenen. Fensterläden. Vorgarten. Erbaut wohl in den 1920er oder 1930er Jahren. | 37469409 | BW   |
| Taubenstraße 17 53° 8′ 9″ N, 8° 12′ 20″ O      | Wohnhaus    | Zweigeschossiger Backsteinbau von fünf Achsen über Sockelgeschoss unter Walmdach. Linke zwei Achsen Risalit, im OG mit Dreifenstergruppe, unter Walmdach mit kleinem geschweiften Zwerchgiebel. Rechte Achse turmartiger Risalit, mit Loggia, Freitreppe und Eingang, im OG mit spitzbogiger Serliana, überhöht und unter Schweifhaube. Fenster im EG korbbogig. Souterrain mit Polygonalquadern. Putzgliederung: am Sockel Rustizierung der Kanten, über dem Sockel Gesims, Fensterrahmungen, am Risalit im EG Säule zwischen den Fenstern, Säule an der Loggia, Traufgesims, am Turm unter der Traufe Bogenfries, am Zwerchgiebel Stabwerk. Ferner mittig im OG hölzernes Zierfachwerk, u a. mit Streben und Fächerrosetten. Vorgarten und Einfriedung aus Backsteinmauer und -pfosten mit Holzzaun. Erbaut 1904, Architekt: Heinrich Christian Früstück | 37469431 | BW   |
| Taubenstraße 16 / 18 53° 8′ 9″ N, 8° 12′ 22″ O | Wohnhaus    | Doppelhaus in annähernd symmetrischer Gestaltung, dreigeschossiger Putzbau unter Mansardwalmdach. Links Eckrisalit von zwei Achsen mit Giebel unter Schopfwalmdach, davor eingeschossiger halbrunder Standerker unter Balkon, darin jüngerer Garageneinbau. Rechts gleichbreiter einachsiger Risalit mit breiteren Fenstern mit Giebel unter Satteldach, davor eingeschossiger polygonaler Standerker unter Balkon. In der Mitte zweimal zwei Achsen, in der jeweils äußeren der Eingang, im 1. OG zusammengefasst zu einem breiteren Segmentbogenfenster. Schleppgaupen. Putzgliederung: in den Obergeschossen Fensterrahmungen, im 2. OG und an den Giebeln fachwerkartiges Gitter von Lisenen und Bändern (z. T. rekonstruiert). Vorgarten. Erbaut 1908–1909 durch Maurermeister Johann Heinrich Brandes.                                               | 37469114 |      |
| Taubenstraße 19 53° 8′ 9″ N, 8° 12′ 20″ O      | Wohnhaus    | Giebelständiger eingeschossiger Putzbau über Sockelgeschoss unter Schopf- und Fußwalmdach. Im EG links zwei Gruppen aus zwei großen begleitet von zwei kleinen Fenstern, rechts Eingang mit modern erneuerter Freitreppe. Im Giebel drei Fenster, darüber mittig geschweifter Zwerchgiebel mit Voluten. Sparsame Putzgliederung: im EG Gesims auf Sturzhöhe, Fensterrahmungen und Reliefs über den Fenstern sowie überfangende Korbbögen. Vorgarten und Einfriedung aus Eisen mit verputzter Mauer. Erbaut 1916, Architekt: Karl Hegeler. | 37469453 | BW   |
| Taubenstraße 20 53° 8′ 9″ N, 8° 12′ 22″ O      | Wohnhaus    | Zweigeschossiger Putzbau von vier Achsen über Sockelgeschoss unter Mansardwalmdach. Vor der linken Achse eingeschossiger Vorbau mit Eingang unter gestuftem Walmdach. Rechte drei Achsen flacher Risalit mit geknicktem Giebel. Mittig Sockel vorgezogen, darin jüngerer Garageneinbau, darüber Terrasse mit Loggia und im OG Balkon. Rechts Risalit mit geknicktem Giebel, davor polygonaler zweigeschossiger Standerker unter modernem Balkon. Putzgliederung: Brüstungsgesimse, am Sockel Wellenmuster, über den Fenstern und über der Loggia Sturzreliefs und am Erker unter den Fenstern des OG Festons. Rest des Vorgartens. Erbaut 1909–1910 durch Maurermeister Fritz Hegeler. | 37469138 | BW   |
| Taubenstraße 21 53° 8′ 10″ N, 8° 12′ 20″ O     | Wohnhaus    | Zweigeschossiger Backsteinbau von vier Achsen über Sockelgeschoss unter Mansardwalmdach. Linke Achse breiter, Risalit mit Dreifenstergruppe im OG, davor eingeschossiger polygonaler Standerker unter Balkon, darüber schmaler Zwerchgiebel mit Voluten. Rechts Eingang, dazwischen Sockel vorgezogen für Terrasse. Fenster im EG segmentbogig. Putzgliederung: Rustizierung des Sockels, geschossteilende Gesimse, Fensterrahmungen, im OG Brüstungsreliefs und am Risalit Ädikula, am Eingang Pilaster und Ädikula, Traufgesims mit Konsolfries, am Zwerchgiebel Pilaster und Halbsäule. Vorgarten und eiserne Einfriedung. Erbaut wohl um 1904, Architekt: Johann Heinrich Brandes. | 37469475 | BW   |
| Taubenstraße 22 53° 8′ 10″ N, 8° 12′ 22″ O     | Wohnhaus    | Zweigeschossiger Putzbau über Sockelgeschoss unter Mansardwalmdach. Rechts zweigeschossiger Standerker mit Dreifenstergruppen, mittig im Erdgeschoss zwei Achsen, im Obergeschoss ein breites korbbogiges Fenster, davor Balkon, links im Erdgeschoss zwei Achsen, darunter ganz links der Eingang, darüber flacher Erker mit Dreifenstergruppe. Mittig zweiachsiges Zwerchhaus begleitet von Schleppgaupen. Sparsame Putzgliederung: Rautenfelder zwischen beiden Geschossen des Standerkers. Vorgarten und eiserne Einfriedung. Erbaut 1909, Architekt: Heinrich Früstück | 37469160 |      |
| Taubenstraße 23 53° 8′ 10″ N, 8° 12′ 20″ O     | Wohnhaus    | Zweigeschossiger Putzbau von drei Achsen über Sockelgeschoss unter Walmdach. Linke Achse breiter, flacher Risalit, davor eingeschossiger Standerker unter Balkon. Rechts leicht zurückgesetzter Vorbau, darin im Souterrain Eingang. Putzgliederung heute stark reduziert: Quaderung des Sockels, geschossteilende Gesimse, im Erdgeschoss horizontale Bänder. Rest des Vorgartens. Erbaut wohl um 1904. | 37469497 | BW   |
| Taubenstraße 24 53° 8′ 10″ N, 8° 12′ 22″ O     | Wohnhaus    | Zweigeschossiger Putzbau über Sockelgeschoss unter Mansardwalmdach. Links einachsiger Eckrisalit mit Eingang. Mittig Zweifenstergruppen, rechts breiterer Eckrisalit mit segmentbogenförmigem zweigeschossigen Standerker, geknicktem Giebel und Thermenfenster. Rundgiebelgaupe und Schleppgaupe, beide modern. Sparsame Putzgliederung: horizontale Fugen am Sockel, Kantaenquaderung, horizontales Band über dem Sockel, Putzfelder um die Fenster, Relieffelder unter den Obergeschossfenstern, Traufgesims. Vorgarten und eiserne Einfriedung. Erbaut 1909, Architekten: A. & C. Westerholt. | 37469182 |      |
| Taubenstraße 25 53° 8′ 11″ N, 8° 12′ 20″ O     | Wohnhaus    | Zweigeschossiger Putzbau von drei Achsen über Kellersockel unter Walmdach. Mittig Eingang, darum und um das Treppenhausfenster erhabenes Wandfeld. Auf der linken Seite leicht zurückgesetzter Vorbau. Sparsame Putzgliederung: Fensterrahmungen, Rahmung des Portals, Gesims über dem Portalfeld, Traufgesims. Vorgarten. Erbaut um 1937 (Hermann Sandeck) | 37469519 | BW   |
| Taubenstraße 26 53° 8′ 11″ N, 8° 12′ 22″ O     | Wohnhaus    | Zweigeschossiger Putzbau von fünf Achsen über Sockelgeschoss unter Mansardwalmdach. Rechts flacher einachsiger Risalit mit Eingang. Links flacher zweiachsiger Risalit mit geknicktem Giebel, davor eingeschossiger polygonaler Standerker unter Balkon. Mittig im EG ein breites Fenster. Rundgiebelgaupe und Schleppgaupe, beide modern. Putzgliederung: Quaderung des Sockels, horizontales Band über dem Sockel, im OG Brüstungsgesims, Rahmungen der oberen Teile der Fenster, Putzfelder unter den Fenstern des OG. Im Giebel Fachwerk. Vorgarten und eiserne Einfriedung. Erbaut 1909, Architekten: A. & C. Westerholt. | 37469204 |      |
| Taubenstraße 28 53° 8′ 11″ N, 8° 12′ 22″ O     | Wohnhaus    | Eckhaus zum Holzweg. Zweigeschossiger Putzbau über Sockelgeschoss unter Mansardhalbwalmdach. Rechts zur Taubenstraße zwei Achsen, rechts Risalit, davor eingeschossiger polygonaler Standerker unter Balkon, im OG Dreifenstergruppe, darüber Zwerchhaus mit Voluten. Links an der Ecke schräg gestellter Standerker unter steilem Walmdach. Links zum Holzweg drei Achsen, rechte Achse mit Blendfenstern, mittig Risalit mit Eingang, darüber Zwerchhaus mit Voluten. Fenster im Erdgeschoss segmentbogig. Putzgliederung: Quaderung des Sockels, über dem Sockel Gesims, im OG horizontales Brüstungsband, Fensterrahmungen, am Eckrisalit im OG Ädikula, Traufgesims mit Konsolfries, an den Zwerchhäusern Pilaster. Vorgarten und eiserne Einfriedung. Erbaut 1903 durch Maurermeister Johann Heinrich Brandes.                                       | 37469227 | BW   |